# 唯物論研究会
唯物論研究会（ゆいぶつろんけんきゅうかい）は、1932年（昭和7年）10月23日に戸坂潤、三枝博音、岡邦雄らによって創立された研究団体。略称は『唯研』。

## 概要
岡邦雄、三枝博音、戸坂潤を中心にして、その他に小倉金之助、永田広志、服部之総、本多謙三らが1932年（昭和7年）6月頃から何回かの会合を開き、9月25日に発起人会を開催し、長谷川如是閑を議長として、規約草案の上程、機関誌発行、会員の推薦、総会の準備、財政の報告を行った。会の設立目的は、規約第一条に「現実的な諸課題より遊離することなく、自然科学、社会科学及び哲学に於ける唯物論を研究し、且つ啓蒙に資するを目的とす。」とうたった。17名を幹事とし、発起人40名を確定した。
治安維持法による取締りを避けるため、マルクス主義者による団体という形態をとらず、あくまで唯物論について広く研究することを目的とした団体として創立されたため、必ずしもマルクス主義の立場にはない科学者などの参加もあった（寺田寅彦など）。
結成以来、毎週土曜日の夜に研究会を開く一方、機関紙（後述）を発行した。活動に政治的意図や意義を持つものではないとしていたが、1938年（昭和13年）1月8日、幹事会を開き集会活動を中止し、機関紙の編集方針を改めることを決定。さらに同年2月12日には自発的な解散へと追い込まれた。機関誌『唯物論研究』は廃刊となった。
活動期間は短かったとはいえ、『唯物論全書』を刊行したことなどによって、当時の思想界のみならず、戦後日本の唯物論研究に多大な影響をあたえた。機関誌は『唯物論研究』で、1932年11月の創刊号から、1938年3月の第65号まで刊行された。
戸坂潤の影響下での客観主義的思考と思惟の明晰さが、この研究会の思想の特徴であるといわれる。

## 解散後
会の解散後、運営に参加していた会員の多くは「學藝發行所」を組織。1938年（昭和13年）2月25日に同人として準学問的な新雑誌を発刊するとして警視庁検閲課に届け出を出した。
しかしながら新月刊誌『學藝』は唯物論研究の後継誌であり、号数も引き継ぎ第66号 (1938年4月)から第73号 (1938年11月)まで刊行されることとなった。1938年（昭和13年）11月29日、警視庁検閲課は内務省の指令により「安寧秩序を紊す惧れあり」として『學藝』を発売禁止処分とし、発行所及び市内の書店から2470部を押収。
同時に主要会員が検挙されたため、唯物論研究会以来の活動を終了させることとなった。なお、『學藝』12月号（通算第74号）は、発行直前に当局に押収され、そのまま廃刊に追い込まれた。

## 主なメンバー
- 長谷川如是閑
- 小泉丹
- 小倉金之助
- 兼常清佐
- 暉峻義等
- 大竹博吉
- 大塚金之助
- 舟木重信
- 茂森唯士
- 住谷悦治
- 林達夫
- 栗原嘉名芽
- 羽仁五郎
- 杉本栄一
- 富山小太郎
- 菅井準一
- 川口浩
- 赤木健介
- 舩山信一
- 相川春喜
- 甘粕石介
- 石原純
- 岩崎昶
- 岡邦雄
- 梯明秀
- 具島兼三郎
- 古在由重
- 小山弘健
- 三枝博音
- 佐木秋夫
- 戸坂潤
- 永田広志
- 服部之総
- 本多修郎
- 松村一人
- 森宏一
- 山田坂仁

## 関連書籍
- 古在由重『戦時下の唯物論者たち』青木書店、1982年、ISBN 4-250-82051-3
- 『季刊・唯物論研究』編集部（編） 『証言・唯物論研究会事件と天皇制』新泉社、1989年